# Chaineux
 (septembre 2012).
Si vous disposez d'ouvrages ou d'articles de référence ou si vous connaissez des sites web de qualité traitant du thème abordé ici, merci de compléter l'article en donnant les références utiles à sa vérifiabilité et en les liant à la section « Notes et références ».
 (mars 2017).
- Si vous ne connaissez pas le sujet, laissez ce bandeau (vous pouvez alors contacter les auteurs).
- Si vous supprimez le contenu mis en cause (vous pouvez préalablement contacter les auteurs),

argumentez précisément cette suppression dans la page de discussion
(un manque de référence n'est pas un argument ; une recherche réelle de référence doit avoir été effectuée, être formellement documentée).
Chaineux, en wallon Tchêneû ou rarement Li Tchenoe-dlé-Heve, est une section de la ville belge de Herve, située en Région wallonne dans la province de Liège. C'était une commune à part entière avant la fusion des communes de 1977.
L'échangeur de Battice se situe principalement sur le territoire de Chaineux.

## Étymologie
1334 Chaieneux
- collectif en -etum déformé en -eux, en français "chênes", du bas latin cassanus, gaulois cassanos[1],[2],
- en wallon tchêneû[3],
- signifie lieu où foisonnent les chênes ou chênaie[4].

## Évolution démographique
- Sources : INS, Rem. : 1831 jusqu'en 1970 = recensements, 1976 = nombre d'habitants au 31 décembre.

## Histoire
Centre lainier aux XVIIe et XVIIIe siècles, Chaineux garde des traces de cette prospérité d'antan au travers des tire-balles, poulies attachées au niveau du grenier et qui servaient à monter les ballots de laine.[Où ?]
Fusionnée à Battice sous le régime français, Chaineux est devenue une commune le 27 février 1869.

## Patrimoine
- Église de Chaineux (altitude : 258m) : En octobre 1671, Charles II d'Espagne autorise la construction d'une petite chapelle dépendant de la paroisse de Herve, qui reçoit en 1676 saint Gilles et sainte Lucie comme patrons[5]. En 1703, Chaineux devient enfin paroisse et la chapelle, devenue trop petite, est démolie en 1834, laissant place à cet édifice néoclassique, achevé en 1837. Celui-ci est l'œuvre de l'architecte liégeois Jean-Noël Chevron, auteur de la salle académique de l'Université de Liège.
  - L'orgue Clerinx (1856): un des rares instruments de Clerinx intégralement conservé. Classé en 1991 et restauré, il présente un buffet de style classique liégeois et constitue un éventail de tous les motifs décoratifs utilisés par Clerinx.
  - La chaire de vérité de style Louis XIV.
  - Les 17 tableaux de Jean-Simon Renier[5], créateur du Musée Renier de Verviers (maintenant Musée des Beaux-Arts et de la Céramique).
  - Différentes statues dont une Vierge à l'Enfant de Penday de Rendeux (1736).
- Monument MM 305 : Poste d'observation du Fort de Battice, qui combattit jusqu'au 18 mai 40, jour où il fut secoué par une violente déflagration : deux hommes furent brûlés vifs et les deux autres survécurent à leurs blessures. Une pierre commémorative se trouve près de la grand-route, tandis que le fortin se situe au milieu des prairies.
- Chapelle Sainte-Agathe : petit édifice octogonal de style Louis XVI[6] construit vers 1755 grâce à la ferveur populaire des habitants de Chaineux. A remarquer, scellé dans le mur opposé, un crucifix en pierre de facture plus ancienne.
- Puits communal : utilisé jusqu'en 1940, sa hauteur d'eau est constante.
- Château d'eau : cet édifice, construit en 1972, est l'œuvre des ateliers de construction de Jambes, qui ont aussi réalisé l'Atomium.
- Croix de Hauzeur : cette imposante masse de pierre calcaire (+/- 4 m. de haut en 7 pièces superposées) est surmontée d'un Christ de facture très ancienne. Au centre du fût, une petite niche abritait une vierge, aujourd'hui disparue.
- Bâtiments remarquables
  - Es Bosse (n° 4) : ferme d'origine de la riche famille de Bosse. Les fenêtres à meneaux sur fond de briques et le mince trumeau de pierre qui structure verticalement la façade font de ce bâtiment de 1698 un exemple caractéristique du style mosan en région verviétoise.
  - Haute-Chaineux (n° 19) : ferme de Bosse de Wadeleux, superbe bâtiment en style mosan pour la partie de gauche tandis que la partie de droite est de style Louis XIII.
  - Haute-Chaineux (n° 6) : Château des Marronniers (anciennement de Bosse), magnifique demeure datant de 1700.
  - Rue du Village : Château de Chaineux, construit au XIXe siècle par la famille Xhibitte, belle façade de style empire.
  - Sur la place de l'église, bel ensemble de bâtiments, échantillons de différents styles: mosan et Louis XIII, Louis XIV et second empire...
  - Levée Gérard (n° 17) : ferme du XVIe, en moellons de grès, briques et calcaire, clôturée par un portail cintré dont la clé nous livre la date de 1683

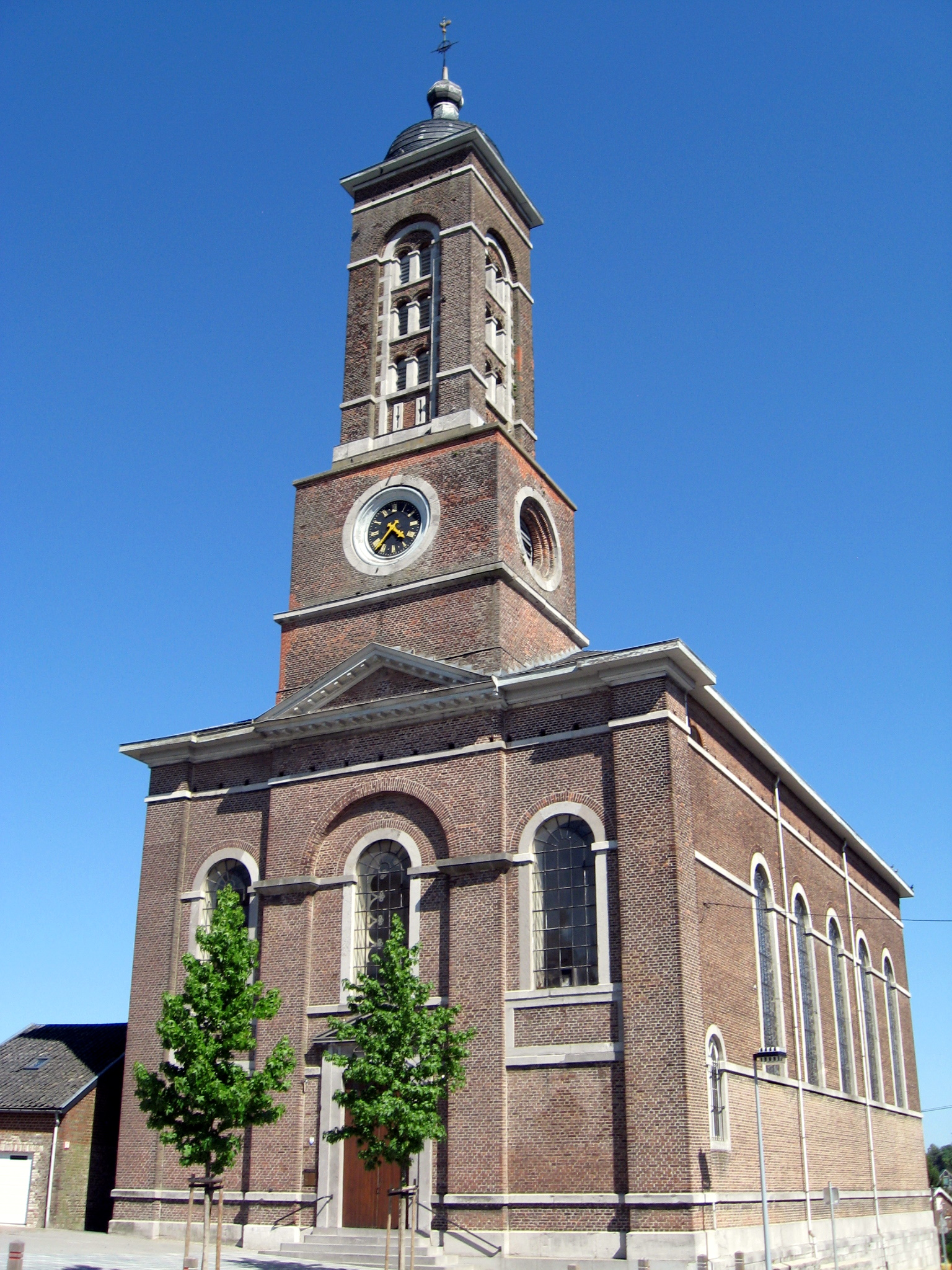
Eglise Saint-Gilles à Chaineux
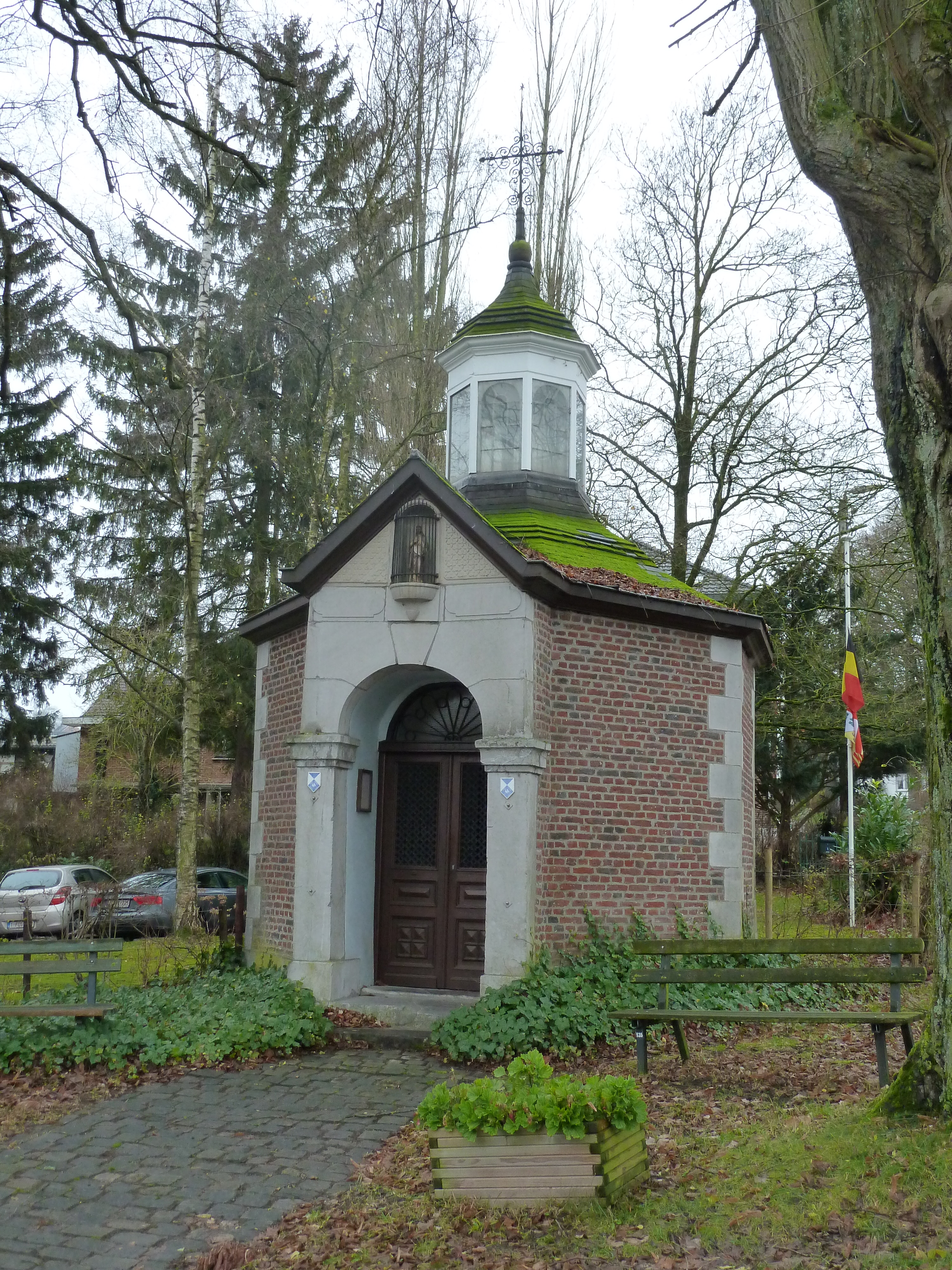
Chapelle Sainte-Agathe
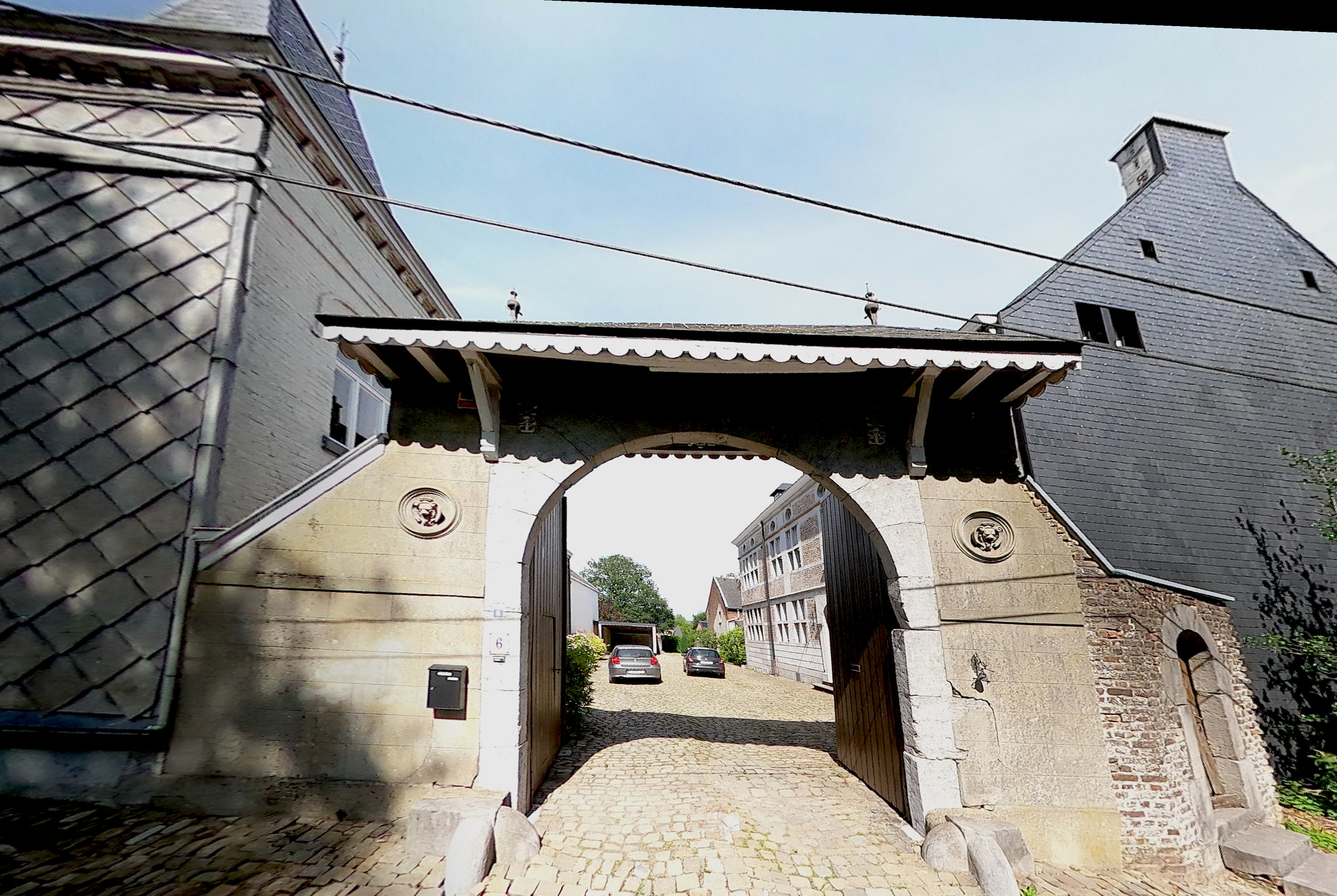
Château des Marronniers (de Bosse)
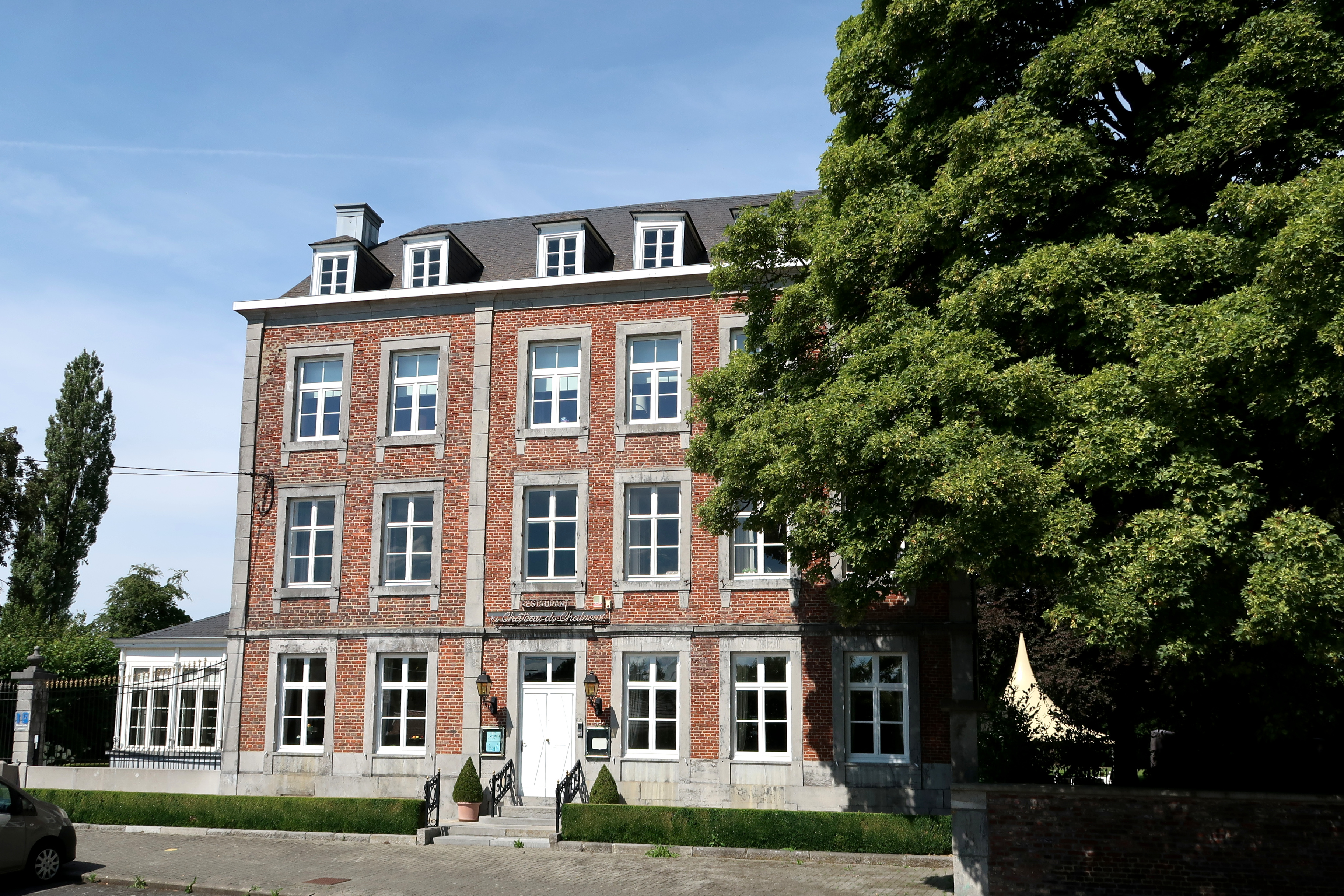
Château de Chaineux
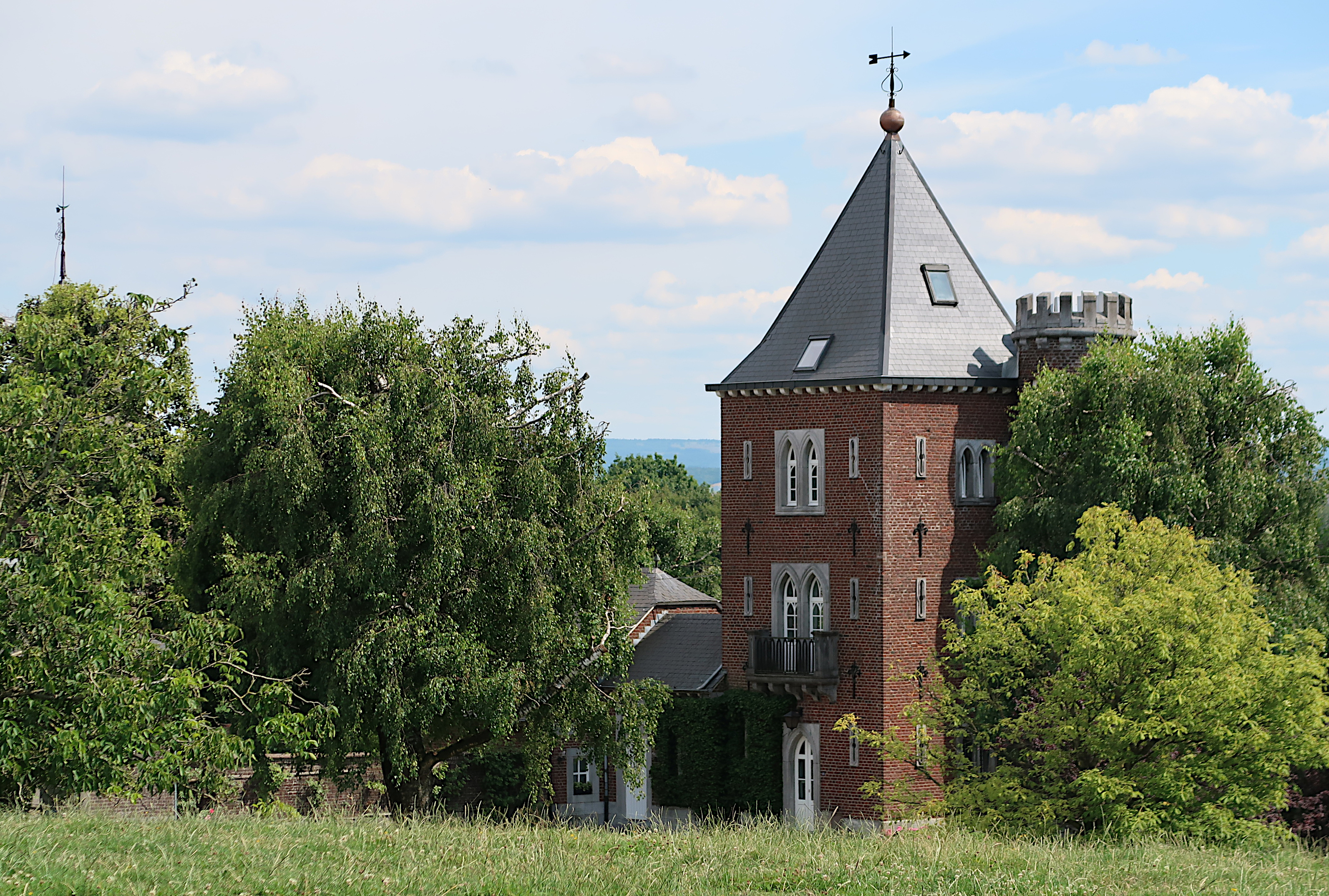
Tour de Rosay